# 22617 Vidphananu
22617 Vidphananu è un asteroide della fascia principale. Scoperto nel 1998, presenta un'orbita caratterizzata da un semiasse maggiore pari a 2,3116466 UA e da un'eccentricità di 0,1465199, inclinata di 3,96402° rispetto all'eclittica.